# Голодняк Петро Михайлович
Петро Михайлович Голодняк (нар. 6 жовтня 1910 — пом. 30 квітня 1979) — радянський військовий льотчик, Герой Радянського Союзу (1945), у роки німецько-радянської війни штурман 277-ї штурмової авіаційної дивізії (1-я повітряна армія, 3-й Білоруський фронт).

## Біографія
Народився 6 жовтня 1910 року в селі Береснягах (нині Канівського району Черкаської області) в українській родині селянина. Закінчив сім класів школи. 
У 1933 році, після закінчення Київської радянської партійної школи, за спеціальним набором направлений в Харківську авіаційну школу пілотів, яку закінчив в 1934 році. 
Член ВКП (б) з 1937 року.
Учасник Вторгнення СРСР до Польщі в 1939 році. 
У 1941 році закінчив курси командирів ланок і інструкторів. На фронтах німецько-радянської війни  з червня 1941 року. Війну зустрів на західному кордоні. За вісім днів червня 1941 зробив 14 бойових вильотів, бомбив скупчення фашистських військ на підступах до Львова. Під час останнього вильоту був важко поранений. Вісім місяців перебував у госпіталі. Після лікування воював на Ленінградському фронті. 15 жовтня 1942 на чолі п'ятірки бомбардувальників знищив ворожі батареї в районі селища Іванівки, що обстрілювали Ленінград. До листопада 1942 року ескадрилья під командуванням Петра Голодняка знищила 134 танка, подавила 19 далекобійних батарей, спалила на аеродромах 80 ворожих літаків.
Пізніше брав участь у боях за відвоювання Прибалтики, воював у Східній Пруссії. Був тричі поранений.
Штурман 277-ї штурмової авіаційної дивізії (1-ша повітряна армія, 3-й Білоруський фронт) майор Голодняк за роки війни здійснив 124 успішних бойових вильоти на штурмовку і бомбардування живої сили, бойової техніки та оборонних рубежів противника. На його особистому рахунку 8 знищених танків, 28 автомашин, 2 літаки, 3 залізничних паровоза, 17 гармат, 46 складів з боєприпасами та багато живої сили ворога.
Указом Президії Верховної Ради СРСР від 29 червня 1945 року за мужність, відвагу і героїзм, проявлені в боротьбі з німецько-фашистськими загарбниками, майор Голодняк Петро Михайлович удостоєний звання Героя Радянського Союзу з врученням ордена Леніна і медалі «Золота Зірка» (№ 6342).
Після війни продовжував службу у військово-повітряних силах СРСР. У 1951 році закінчив Вищі офіцерські льотно-тактичні курси.
З 1955 року полковник Голодняк в запасі. Жив і працював в місті Луцьку. Помер 30 квітня 1979 року. Похований на центральному цвинтарі Луцька. На його могилі встановлено пам'ятник.

## Нагороди, пам'ять
Нагороджений орденом Леніна, п'ятьма орденами Червоного Прапора, орденами Олександра Невського, Вітчизняної війни 1-го ступеня, Червоної Зірки, медалями.
Ім'ям Петра Голодняка названо одну з вулиць Луцька. Його ім'я висічене на пам'ятному знаку Героям-землякам в Каневі.